# Hyperlink
Hyperlink (někdy také zkracováno na link) je v informatice odkaz na data, která si čtenář může zobrazit pomocí kliknutí, dotknutí se anebo přejetí přes odkaz. Hyperlink odkazuje na celý dokument anebo na konkrétní jeho část. Text s hyperlinky se označuje jako hypertext. Systém softwaru pro zobrazování a vytváření hypertextů se nazývá hypertextový systém.
V některých hypertextech mohou být hyperlinky obousměrné. Existují i komplexnější seskupení hyperlinků, kde se větší množství odkazů rozvětvuje k dalším odkazům.
V závislosti na hypertextovém systému se může výsledek kliknutí na hyperlink lišit. Na webových stránkách může například kliknutí na odkaz nahradit původně zobrazovaný dokument dokumentem novým, jiné však otevřou cílový dokument v novém okně. Jindy může být samotná fráze, která ukotvuje odkaz do textu, nahrazena částí cílového dokumentu, aniž by došlo k odstranění původního dokumentu z obrazovky. Prozkoumávání hyperlinků mohou provádět i programy. Programy, které procházejí hypertexty, otevírají všechny odkazy a shromažďují z nich dané dokumenty, se nazývají web crawlery.

## Druhy odkazů

### Kotva
Kotvový hyperlink je odkaz odkazující pouze na určitou část dokumentu, obvykle text, avšak není to nutnost. Například kotvový dokument může odkazovat na určitou oblast v obrázku (obrazovou mapu v HTML). Tato oblast může být definována například pomocí souřadnic. Například politická mapa Afriky může mít z každé země hyperlink na další informace o té dané zemi.
Technicky se kotva do URL přidává znakem "křížek": #.
Typicky jako kotvové odkazy fungují i nadpisy v HTML dokumentu, nebo je jako takové možné cíle pro odkazování CMS rovnou připravují, že kotvy pro směrování hyperlinků do dokumentu rovnou generují. Například zde na Wikipedii se odkazů na kotvu využívá pro rychlé převinutí stránky klikem na kapitolu v rámečku s obsahem stránky nahoře na stránce: Tento odkaz v rámci jedné stránky pak převine stránku na začátek požadované kapitoly, na začátek jejího textu.

## Hyperlinky v různých technologiích

### Hyperlinky v HTML
Tim Berners-Lee si všiml možnosti použití hypertextu k odkazování na jakékoliv další informace prostřednictvím internetu. Hyperlinky byly nedílnou součástí vytvoření World Wide Web. Internetové stránky jsou napsány v hypertextovém značkovacím jazyce HTML.
Toto je příklad, jak může vypadat hyperlink na domovskou stránku organizace W3C v HTML kódu.
```
<
a
 
href
=
"http://www.w3.org"
>
W3C organization website
</
a
>

```

Tento HTML kód se skládá z několika tagů.
- Hyperlink začíná s otevíracím tagem kotvy <a a obsahuje v uvozovkách URL obsahu, na který se má vytvořit odkaz.
- Tato URL je následovaná znakem >, což značí konec otevíracího elementu kotvy.
- Následují slova, ze kterých vznikne odkaz. Toto je jediná část celého obsahu viditelná na obrazovce, ačkoliv v okamžiku přejetí myší skrze odkaz, cílová URL se zobrazí někde na obrazovce.
- Typicky jsou tato slova podtržena a obarvena, obvykle modře pro odkazy, které ještě nebyly navštíveny a růžově pro odkazy, které navštíveny byly.
- Koncová značka elementu kotvy </a> ukončuje hyperlink.

### Hyperlinky ve wiki
Ačkoliv wiki stránky mohou používat HTML-like odkazy, často se používají různé lehké značkovací jazyky speciální pro wiki, které poskytují zjednodušený způsob zadávání odkazů - jinými slovy pro vytváření wikilinků.
Konkrétní způsob zápisu wikiodkazů se může lišit. Wardův Cunninghamův původní wiki software WikiWikiWeb pro tento účel používal CamelCase. CamelCase byl také používán pro brzké verze Wikipedie a je i nyní používán v různých wiki, například v TiddlyWiki, Trac anebo v PMWiki. Obvyklým způsobem zápisu odkazu je použití dvou hranatých závorek kolem termínu, ze kterého se má stát wikilink. Například odkaz "[[zebra]]" bude wiki softwarem převeden na odkaz na článek zebra. Odkazy se často dělí na následující typy.
- Interní odkazy míří na stránky nacházející se ve stejné wiki
- Interwiki odkazy jsou odkazy odkazující na jiné wiki stránky, které jsou k wiki, ve které se tento odkaz nachází, přiřazeny.
- Externí odkazy míří na externí stánky.

Wikilinky jsou vizuálně odlišné od zbytku textu a pokud interní odkaz míří na momentálně neexistující stránku, vypadá obvykle jinak, než odkaz na stránky existující. Například ve Wikipedii jsou odkazy obvykle modré, s výjimkou interních odkazů mířící na neexistující stránky, které jsou namísto toho zobrazeny červeně.